# Psittacanthus corynocephalus
Psittacanthus corynocephalus är en tvåhjärtbladig växtart som beskrevs av August Wilhelm Eichler. Psittacanthus corynocephalus ingår i släktet Psittacanthus och familjen Loranthaceae. Inga underarter finns listade i Catalogue of Life.